# Jan Wikkerink
Hendrik Jan Wikkerink (Aalten, 30 juni 1896 - 18 januari 1981) was een leider van de Aaltense verzetsbeweging en districtshoofd van de Landelijke Organisatie voor Hulp aan Onderduikers (LO) tijdens de Tweede Wereldoorlog. Zijn verzetsnaam was Ome Jan.

## Geboorte en huwelijk
Wikkerink was een zoon van metselaar Berend Hendrik Wikkerink en Engelina Te Boveldt. Hij was de oudste zoon in een gereformeerd gezin met drie zoons en vier dochters. Op 7 april 1921 trouwde hij met Dela Gesina Eppink. Hij en zijn vrouw gingen wonen aan de Patrimoniumstraat 12 te Aalten. Wikkerink was aannemer van beroep.

## Verzetswerk

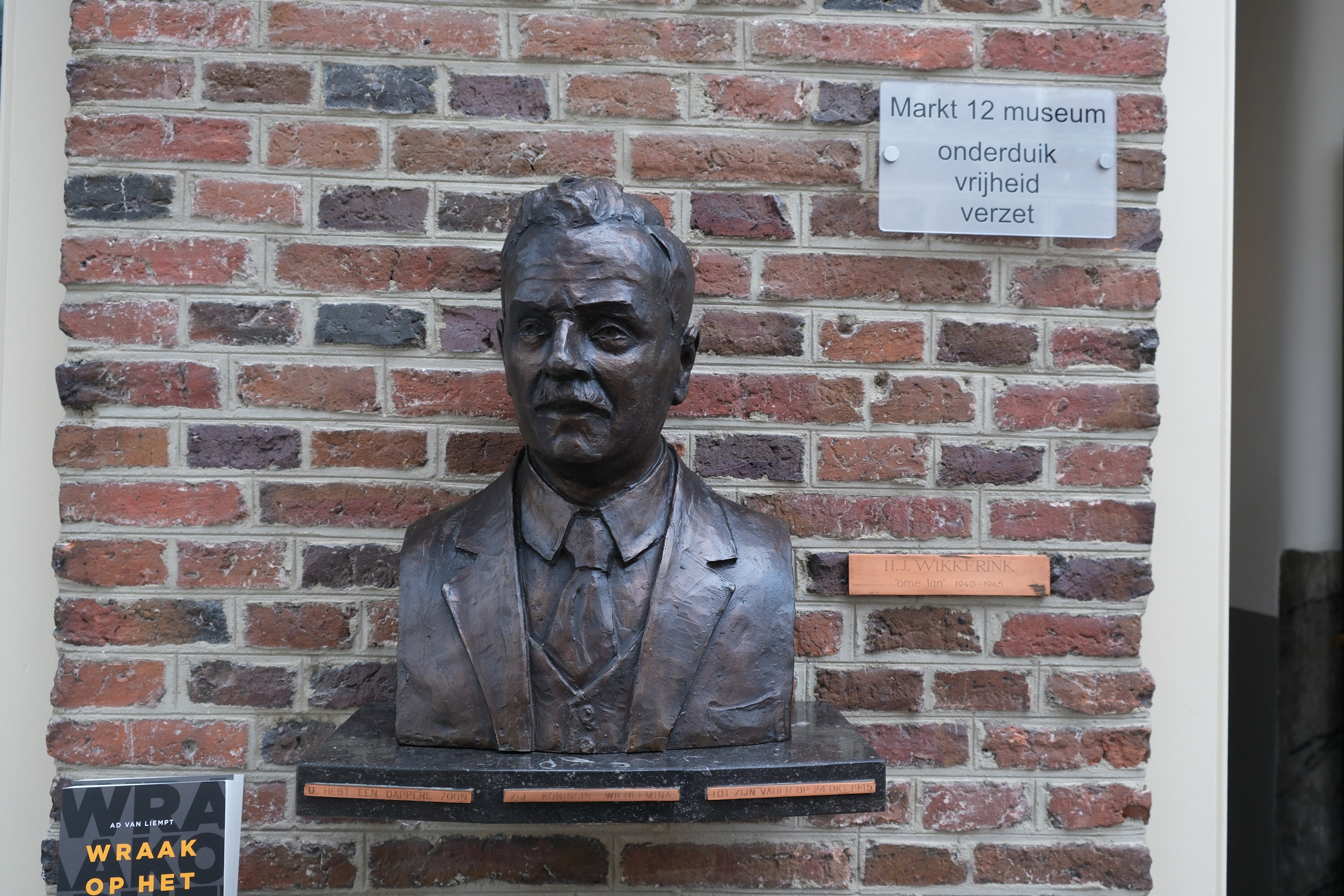
Borstbeeld Jan Wikkerink in het Nationaal Onderduikmuseum

Wikkerink was de hele oorlog betrokken bij het verzet. In zijn huis aan de Patrimoniumstraat in Aalten werd in 1942, onder andere met 'Tante Riek' uit Winterswijk de LO opgericht: de Landelijke Organisatie voor Hulp aan Onderduikers. Aalten herbergde tijdens de Tweede Wereldoorlog de meeste joodse en niet-joodse onderduikers van Nederland - op een bepaald moment 2.500 op een inwoneraantal van 13.400. Wikkerink hielp ontsnapte krijgsgevangenen en neergeschoten piloten ontvluchten via België naar Engeland. Ook regelde hij onderduikplaatsen voor Joden en Nederlanders die niet voor de Duitsers wilden werken.
Met de hulp en moed van veelal boeren kregen de onderduikers onderdak. De LO regelde adressen en voedselbonnen. Bekend is het verhaal van de joodse baby Willem Herfstink. Het pasgeboren kind was de zoon van de Aaltense rabbi Jedwab. Het echtpaar zat ondergedoken in Lintelo, maar het jongetje kon niet op dat onderduikadres blijven. Met medeweten van Ome Jan werd het voor zijn huis te vondeling gelegd. De in scène gezette vondst had tot resultaat dat de inmiddels genoemde Willem bij de familie Wikkerink onderdak kreeg.
Op 15 oktober 1944 werd hij met twee onderduikers in zijn eigen huis door de Duitsers opgepakt. Diezelfde middag nog werd hij door de Knokploeg Aalten bevrijd en dook hij onder bij een boer. Twee dagen later koelden de bezetters hun woede op de woning van de 'terrorist' door er handgranaten naar binnen te gooien waardoor brand uitbrak in het huis. De brandweer wist de schade echter te beperken.

## Erkenning

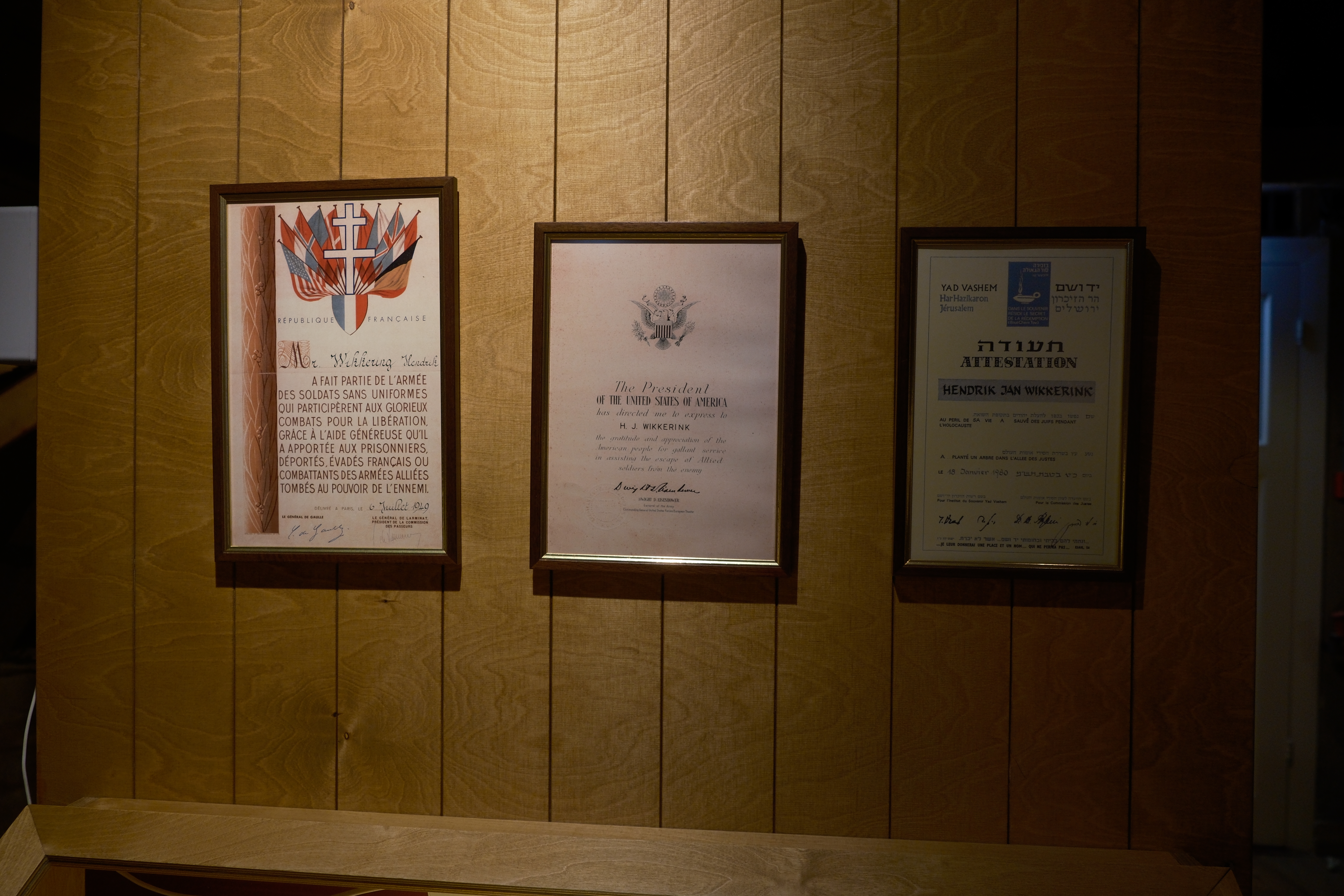
Erkenningen voor Jan Wikkerink

Op 24 oktober 1945, bezocht koningin Wilhelmina hem in Aalten en sprak tot zijn vader de woorden: "U hebt een dappere zoon". Na de bevrijding werd Wikkerink wethouder en locoburgemeester van Aalten. Hij ontving diverse onderscheidingen voor zijn verzetswerk tijdens de oorlog. In Nederland werd hij geridderd. Daarnaast ontving hij eremedailles van de Franse president De Gaulle en de Amerikaanse president Eisenhower. Op 29 januari 1978 werden Wikkerink en zijn vrouw, Dela Gesina door Yad Vashem erkend als ‘Rechtvaardige onder de Volkeren’. Op 30 maart 1988 werd een bronzen borstbeeld van hem onthuld door zijn oudste kind en dochter Engelina ter Horst-Wikkerink. Dit borstbeeld bevindt zich in de hal van het Nationaal Onderduikmuseum in Aalten.